# Saint-Girons-d’Aiguevives
Saint-Girons-d’Aiguevives ist eine französische Gemeinde mit 966 Einwohnern (Stand: 1. Januar 2022) im Département Gironde in der Region Nouvelle-Aquitaine. Sie gehört zum Arrondissement Blaye und zum Kanton Le Nord-Gironde. Die Einwohner werden Saint-Gironnais genannt.

## Geografie
Saint-Girons-d’Aiguevives liegt etwa 35 Kilometer nördlich von Bordeaux und zehn Kilometer östlich von Blaye. Umgeben wird Saint-Girons-d’Aiguevives von den Nachbargemeinden Générac im Norden, Saugon im Nordosten, Saint-Christoly-de-Blaye im Osten und Südosten, Berson im Süden und Südwesten sowie Saint-Paul im Westen.

## Bevölkerungsentwicklung
| Jahr                       | 1962 | 1968 | 1975 | 1982 | 1990 | 1999 | 2011 | 2020 |
| Einwohner                  | 722  | 615  | 564  | 640  | 658  | 795  | 968  | 940  |
| Quellen: Cassini und INSEE |      |      |      |      |      |      |      |      |

## Sehenswürdigkeiten
- Neugotische Kirche Saint-Girons (siehe auch: Liste der Monuments historiques in Saint-Girons-d’Aiguevives)
- Mariensäule aus dem 19. Jahrhundert

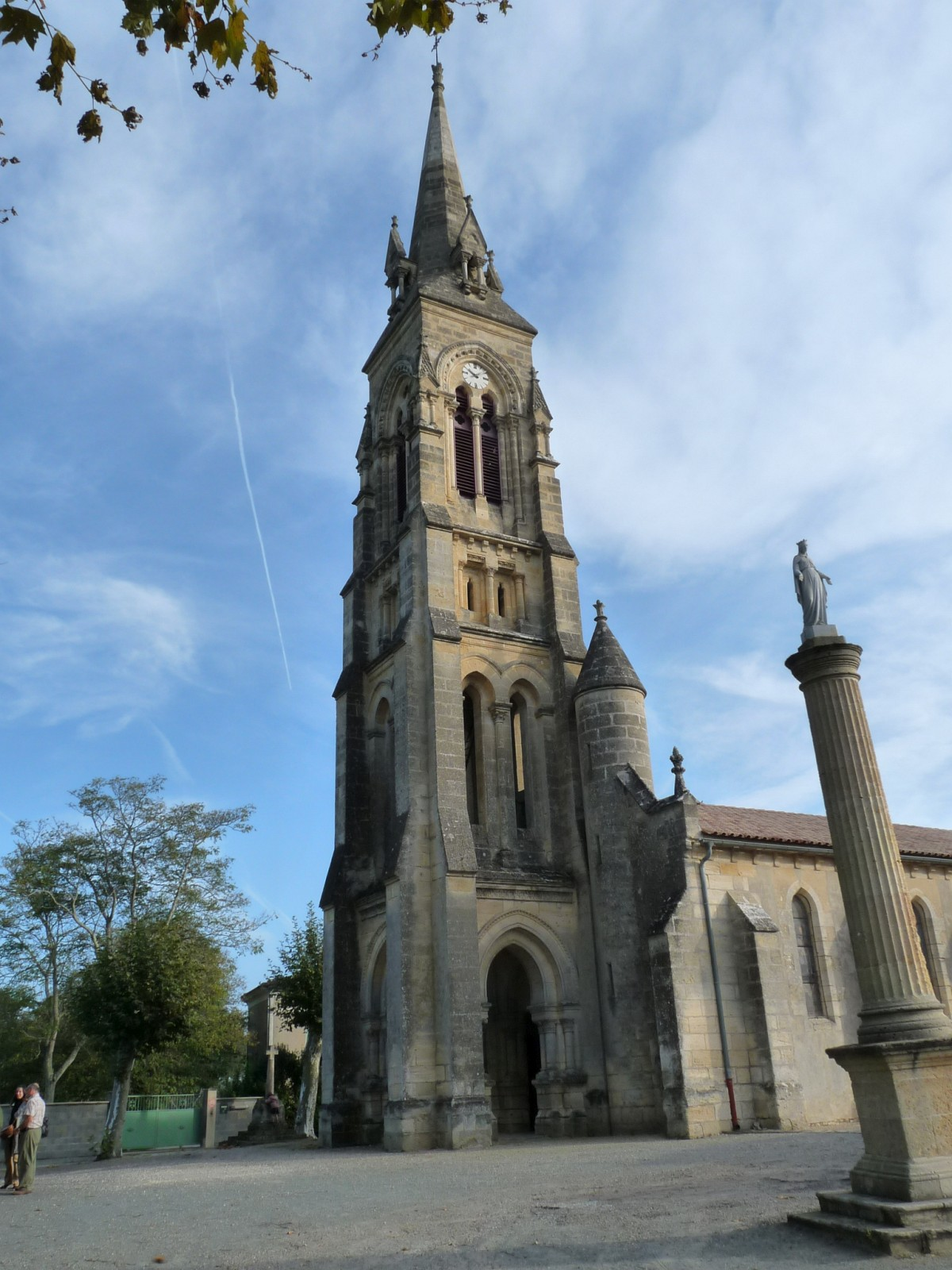
Kirche Saint-Girons
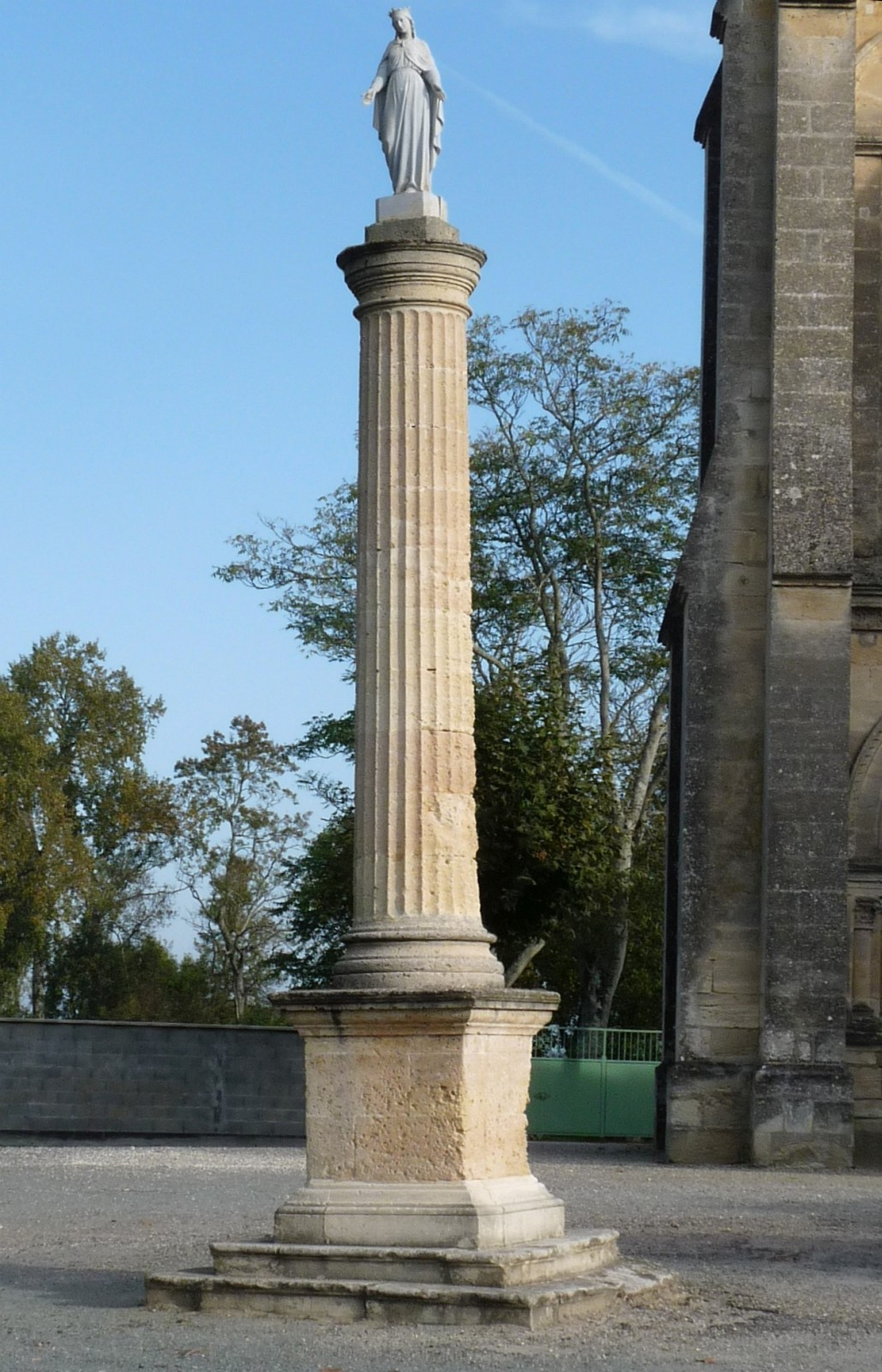
Mariensäule
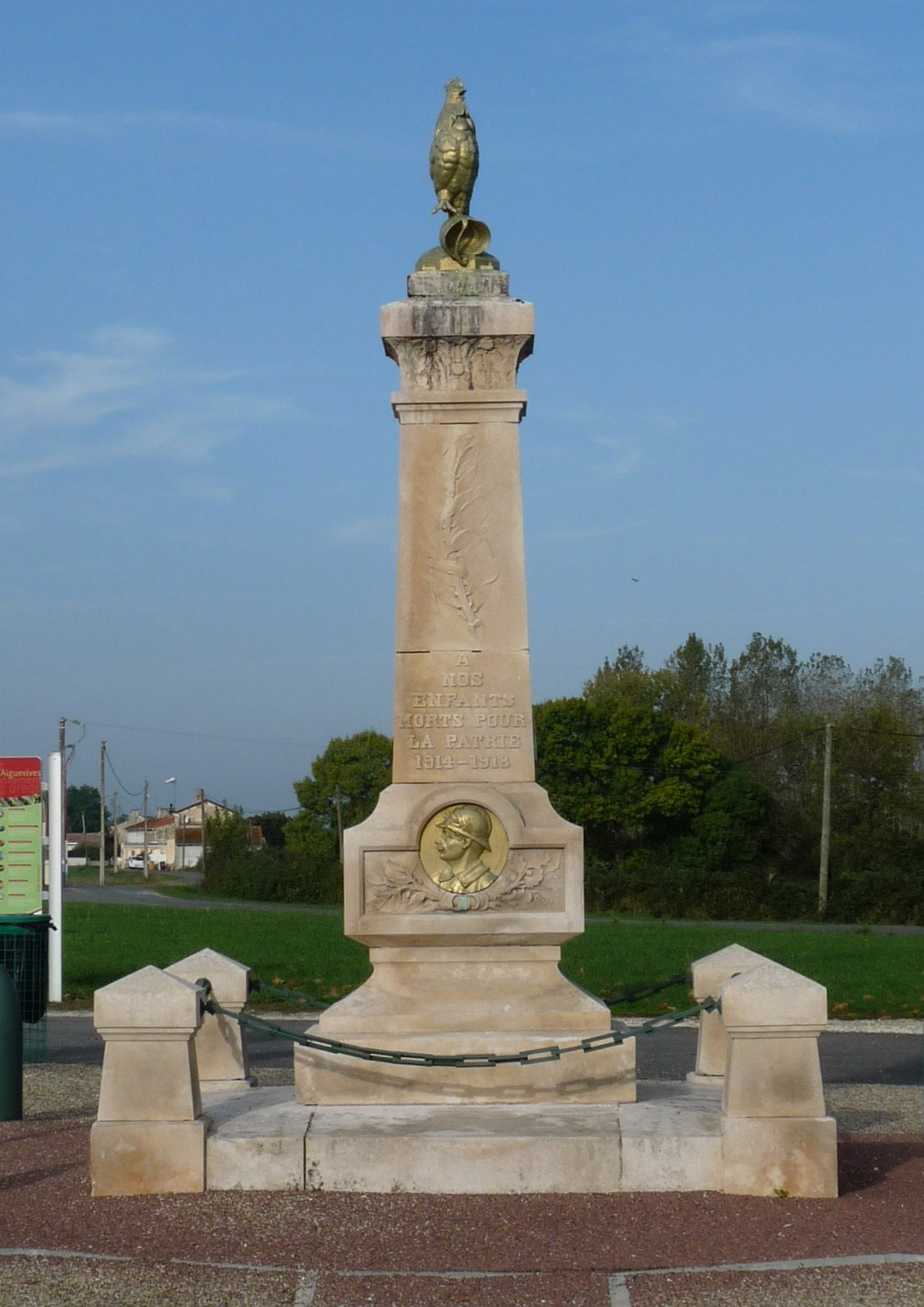
Gefallenendenkmal